# Rhodaliidae
Rhodaliidae (лат.) — семейство морских гидроидов из отряда сифонофор (Siphonophora). На 2023 год описано около 15 видов, объединяемых в 10 родов, встречаются на глубинах от 60 до 3100 метров. В отличие от других известных сифонофор, обитающих в планктоне пелагиали, образ жизни Rhodaliidae связан с морским дном: обладающие положительной плавучестью колонии зависают непосредственно над ним, прикрепляясь к субстрату с помощью щупалец (арканчиков).

## Строение
Как и у других представителей подотряда Physonectae, колония Rhodaliidae разделена на две части: нектосому, несущую пневматофор и расположенные в виде короны нектофоры, и сифосому, несущую гастрозоиды, пальпоны и гонофоры.